# Hermit Shale
Der Hermit Shale ist eine geologische Formation, die in den US-Bundesstaaten Arizona, Kalifornien, Nevada und Utah gegen Ende des Unterperms abgelagert worden war.

## Etymologie
Der Hermit Shale ist nach dem Hermit Canyon bzw. nach seiner Typlokalität, dem Hermit  Basin am Colorado River (im Coconino County von Nordost-Arizona) benannt. Das Englische hermit bezeichnet einen Einsiedler. Gemeint ist hier der Prospekteur Louis Boucher, der sich ganz allein im Hermit Canyon angesiedelt und das Hermit Camp an den Dripping Springs erbaut hatte.

## Erstbeschreibung
Die wissenschaftliche Erstbeschreibung der Formation erfolgte im Jahr 1923 durch L. F. Noble. Im Jahr 1951 bezeichnete A. H. McNair den Hermit Shale erstmals als Hermit Formation.

## Vorkommen

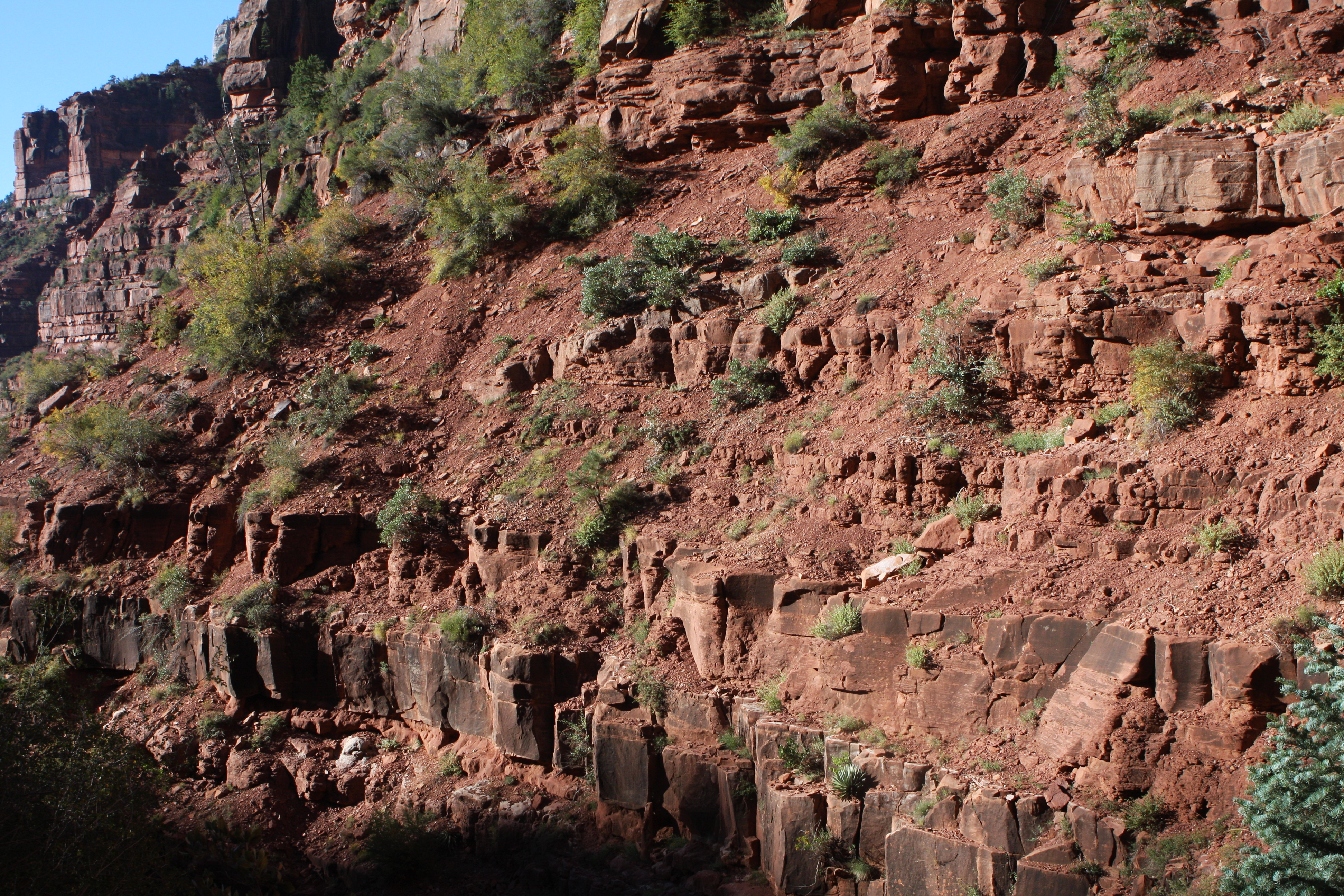
Pflanzenbewuchs im Hermit Shale

Der Hermit Shale tritt primär im Norden und im Zentrum von Arizona auf. Er ist eine der klassischen Formationen der Schichtenfolge des Grand Canyons – er nimmt im Nationalpark insgesamt 397 Quadratkilometer ein, was 8 Prozent seiner Oberfläche entspricht. Hier konzentriert sich sein Vorkommen vor allem auf das Toroweap Plateau und das Shivwits Plateau. In Zentral-Arizona bildet die Formation Teil des Mogollon Rims bei Sedona. Außerhalb von Arizona findet sich der Hermit Shale auch noch im Süden von Utah, in den Grand Wash Cliffs an der Grenze zu Nevada sowie im Südosten von Kalifornien. In Kalifornien liegt er in den Big Maria Mountains bereits metamorphosiert als Hermit Schist vor.
Der Hermit Shale gehört generell dem Colorado-Plateau an – und wird somit zur geologischen Provinz der Plateau Sedimentary Province gerechnet, tritt aber auch noch im Basin and Range auf.

## Stratigraphie
Der Hermit Shale folgt diskordant auf den zur Supai Group gehörenden Esplanade Sandstone. Er wird seinerseits diskordant vom Coconino Sandstone überlagert. Am Mogollon Rim sitzt ihm die Schnebly Hill Formation auf.
Zwischen den südlichen Hurricane Cliffs im Mohave County Arizonas und den Virgin Mountains an der Grenze zu Nevada verzahnt sich der Hermit Shale im Liegenden mit den oberen Lagen der Queantoweap-Formation.
Die Mächtigkeit der Formation ist sehr variabel und schwankt zwischen 49 Meter im östlichen Grand Canyon und 244 Meter im Westabschnitt. Als Maximum werden meist 270 Meter für den Hermit Shale angegeben, jedoch werden an den südlichen Hurricane Cliffs 284 Meter und an der Schlucht des Virgin Rivers sogar 305 Meter erzielt. Im Raum Sedona werden durchschnittlich 91 Meter gemessen.
Seitliche Äquivalente des Hermit Shales sind die Abo-Formation in New Mexico, die Earp-Formation im Südosten Arizonas, die Queantoweap-Formation im Nordwesten Arizonas und die Organ Rock Formation im Nordosten Arizonas und Südosten Utahs.

### Kontaktverhältnisse

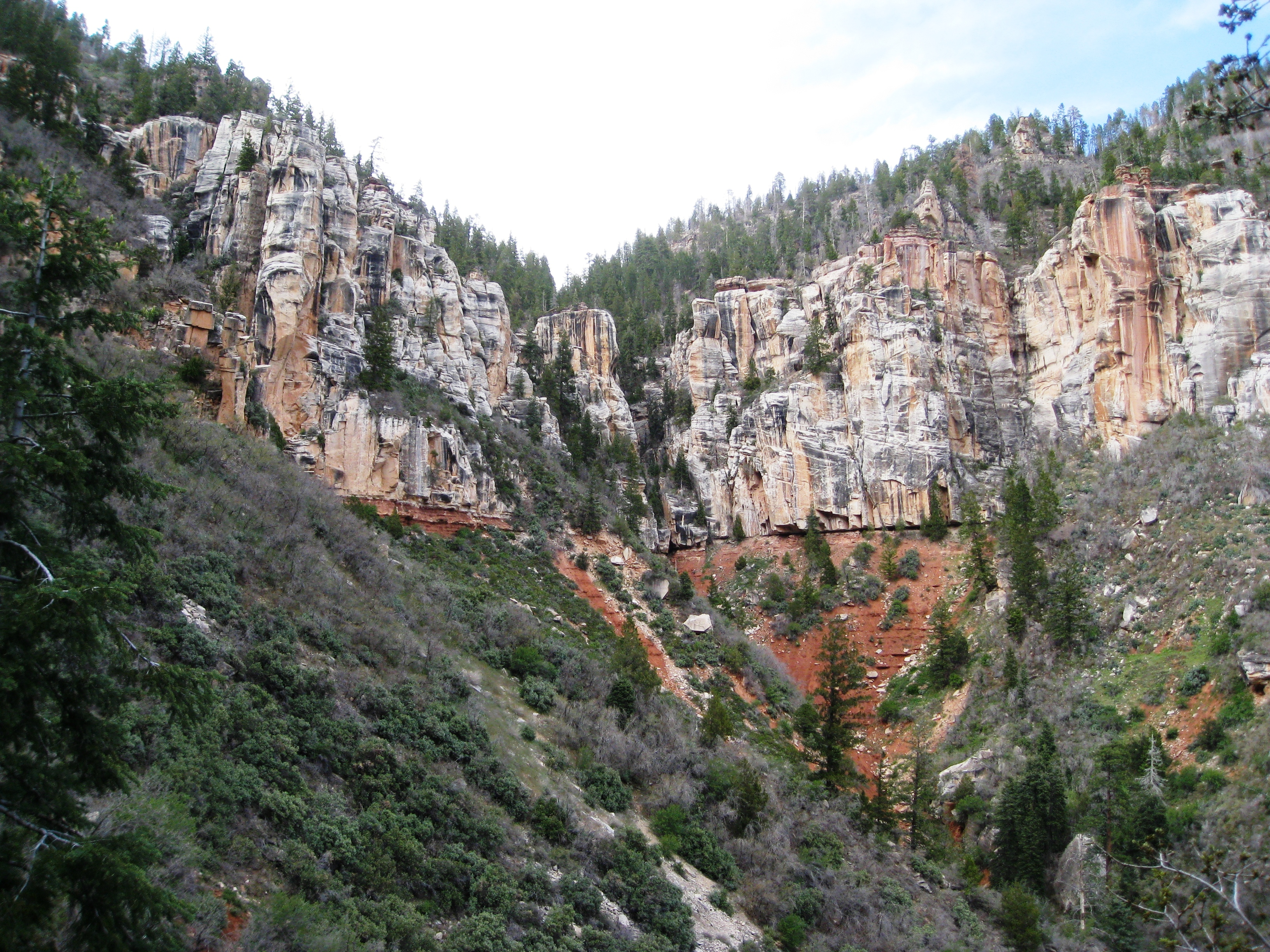
Scharfe Diskordanz zwischen Coconino Sandstone (Hangendes) und Hermit Shale (Liegendes) am North Kaibab Trail

Der diskordante Liegendkontakt zum Esplanade Sandstone zeigt Erosionsrinnen, die sich bis zu 18 Meter tief in den Esplanade Sandstone eingeschnitten haben.
Der Hangendkontakt des Hermit Shales zum überlagernden Coconino Sandstone ist eben und scharf, aber ebenfalls diskordant, wobei der Höhenunterschied der Trennfläche meist unterhalb eines Meters bleibt, jedoch örtlich bis zu 2,5 Meter betragen kann. Der Hermit Shale zeigt bis zu 60 Zentimeter breite und 3,7 Meter tiefe Trockenrisse, die entweder mit Coconino Sandstone oder hellbraunen Sandsteinen der Toroweap-Formation verfüllt sind. Der Hangendkontakt wird durch einen deutlichen Wechsel im Farbton und in der Topographie unterstrichen – der aufsitzende Coconino Sandstone bildet helle Steilwände, wohingegen der auffallend dunkelrote Hermit Shale als eingekerbte Geländestufe zu erkennen ist.

## Lithologie
Der Hermit Shale (Ph) ist ein vermischtes, siliziklastisches Rotsediment, das sich aus Sandsteinen, Siltsteinen und untergeordneten plattigen Tonsteinen zusammensetzt. Im Grand-Canyon-Nationalpark erscheint die Formation als rotbrauner, feinkörniger, dünnbankiger Hangbildner. Im Hangenden des Westabschnitts treten in Sand- und Siltsteinen neben roten auch weiße Farbtöne auf, die Sandsteine werden zusehends massiger und zeichnen sich neben ihrem Kalkgehalt durch flache Schrägschichtung aus. Die Siltsteine bilden generell Einkerbungen zwischen dickeren Sandsteinlagen. Sie sind dunkelrot gefärbt und bröselig und verfüllen recht zahlreiche flache Erosionsrinnen. In Rinnenfüllungen des Liegenden treten gelegentlich meist nur schlecht erhaltene pflanzliche Fossilien auf. Die Sandsteinlagen zeigen horizontale Mächtigkeitsschwankungen und stellen entweder Rinnenfüllungen oder flache Sanddünenakkumulationen dar. In der Nähe von Brekzienröhren bleichen die Sandsteine zu einer gelblich-weißen Farbgebung aus. Ausbleichen – verursacht durch eindringendes Grundwasser vom Überlagernden – ist im Westabschnitt auch am Hangendkontakt zum Coconino Sandstone oder zur Toroweap-Formation zu beobachten.
Das Englische shale ist eine schlecht gewählte Bezeichnung, da echte Schiefertone eigentlich recht selten sind.
Der Hermit Schist in den Big Maria Mountains in Südostkalifornien ist ein feinkörniger, hellgrüner, quarzitischer Kalksilikatschiefer. Seine Mächtigkeit schwankt zwischen 0,7 und 50 Meter. Dieser Teil Kaliforniens war im Paläozoikum und frühen Mesozoikum ein Bestandteil des stabilen nordamerikanischen Kratons. Das Terran wurde aber im Mitteljura von einem Granodiorit intrudiert und dann in der Kreide metamorphosiert.

### Sedimentstrukturen

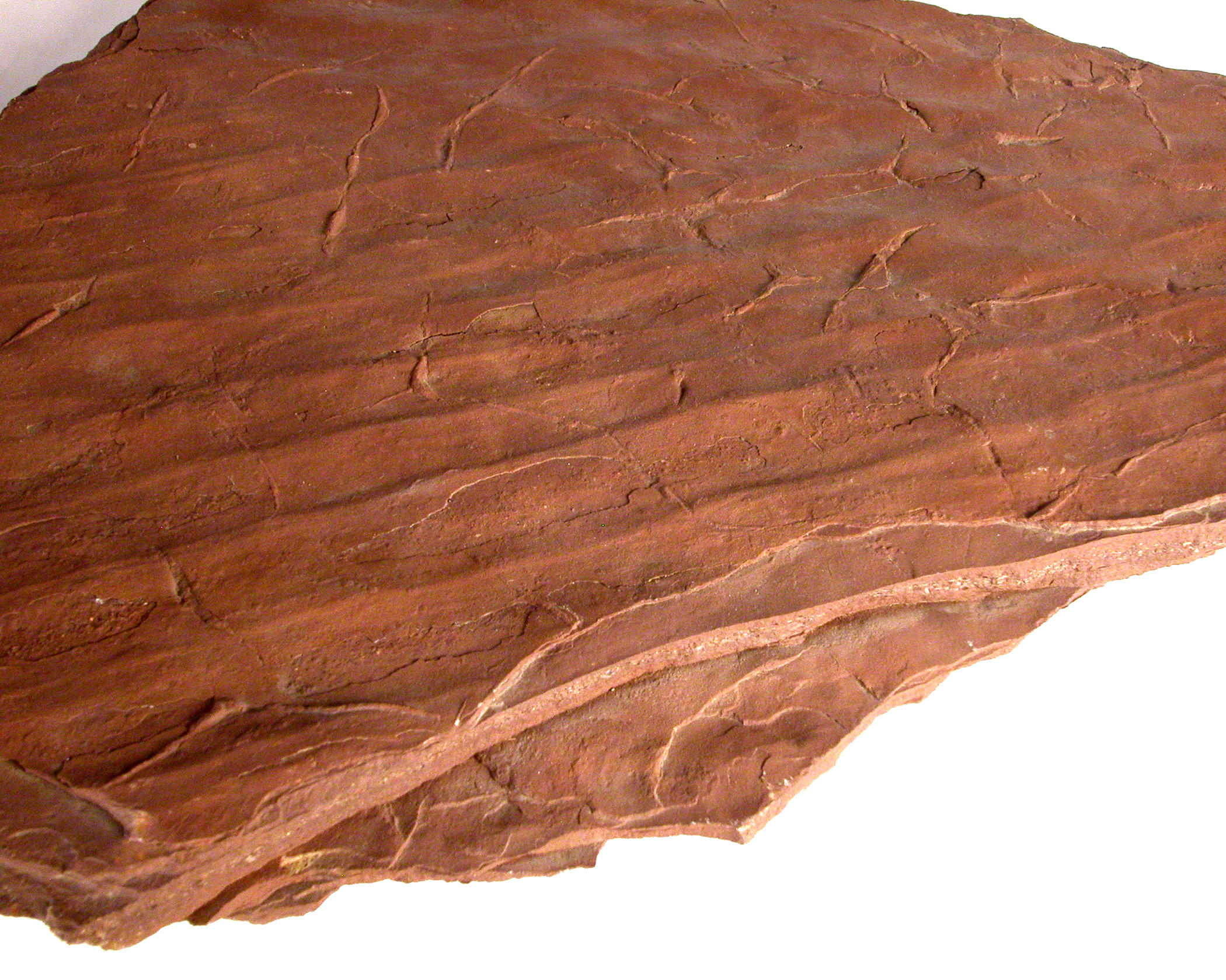
Flache Rippeln im Hermit Shale

Als Sedimentstrukturen treten im Hermit Shale neben Schrägschichtung in Sandsteinen auch Rippeln und Trockenrisse auf.

### Provenanz
Altersuntersuchungen an detritischen Zirkonen legen nahe, dass ein Großteil der Klasten im Hermit Shale dem anstehenden Mazatzal-Terran und dem Grenville-Terran entstammen. Im Unterschied zur älteren, unterlagernden Supai Group sind einerseits 1500 bis 1400 Millionen Jahre alte Zirkone häufig – was auf ein unterschiedliches Herkunftsgebiet innerhalb der Ancestral Rocky Mountains hindeutet – andererseits sind auch Zirkone des Neoproterozoikums und Paläozoikums stärker beteiligt und zeigen eine wesentlich größere Streuung. 
Das erhaltene Altersspektrum deckt sich ferner erstaunlich gut mit magmatischen Gesteinen der südlichen und zentralen Appalachen, die wahrscheinlich während des Leonardiums stark herausgehoben und abgetragen worden waren. Dieses tektonische Ereignis steht wahrscheinlich mit der Endphase der Kontinentalkollision zwischen Afrika und Nordamerika während der letzten Stadien der Alleghenischen Orogenese in Verbindung. Trotz dieser guten Übereinstimmungen ist aber eine zusätzliche Provenanz aus dem Ouachita-Orogen grundsätzlich nicht auszuschließen.

## Ablagerungsmilieu
Ablagerungsmilieu des Hermit Shale war eine breite Küstenebene, die von Flüssen durchzogen wurde. Es sind aber durchaus auch Anzeichen für Lößablagerungen und vereinzelte äolische Dünen vorhanden. Das damalige Klima dürfte semiarid gewesen sein mit einer langen heißen und trockenen Jahreszeit.

## Fossilien

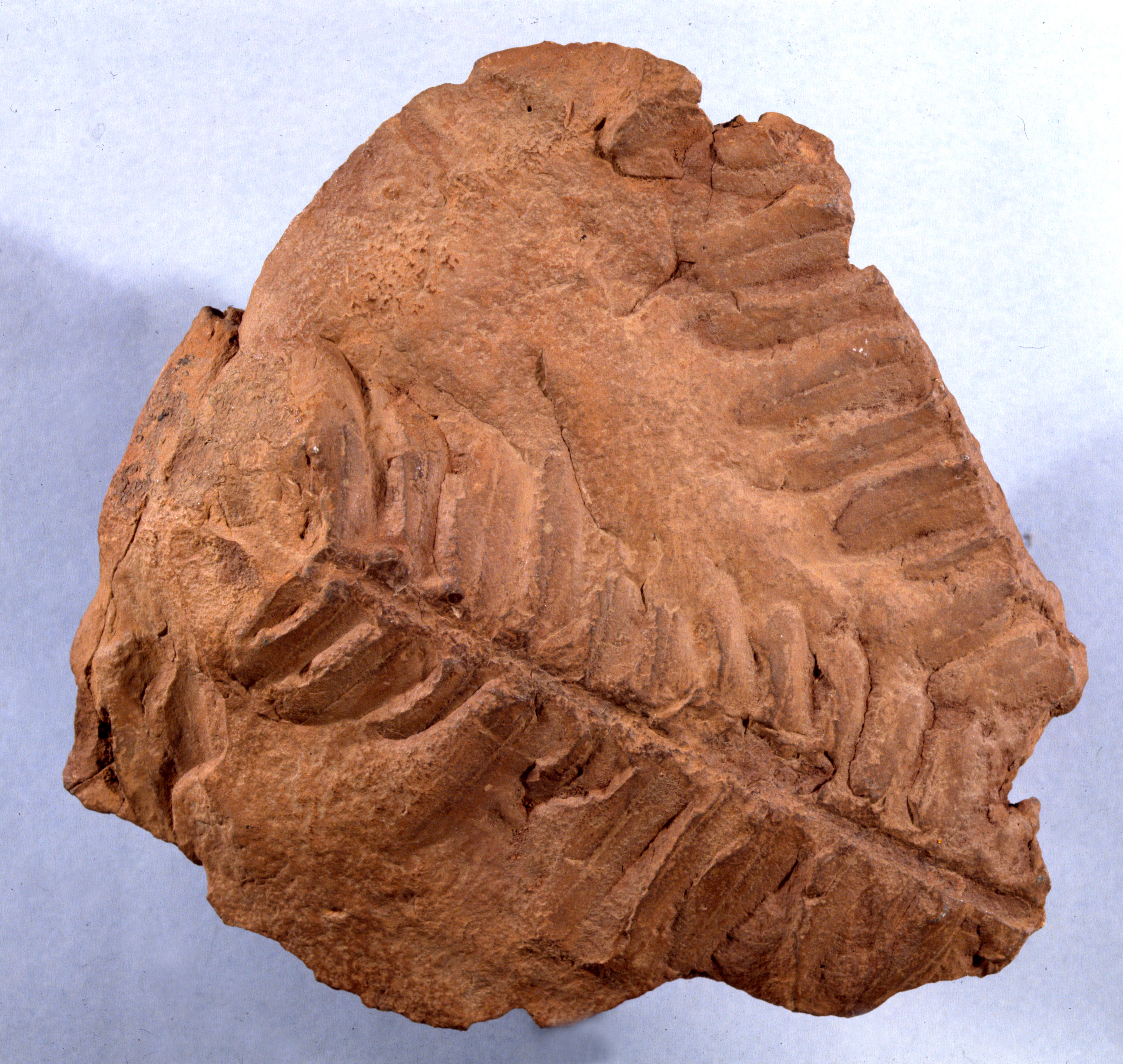
Unbestimmter Samenfarn aus dem Hermit Shale

Als Fossilien treten im Hermit Shale vorwiegend Pflanzen auf, darunter Ginkgos, Koniferen, Samenfarne, Schachtelhalme sowie unbestimmbare Taxa. Erwähnenswert sind ferner Eurypteriden und Insekten. Gefunden wurden auch zahlreiche Ichnofossilien, darunter die Spuren von Anamnioten wie beispielsweise Amphisauropus, Batrachichnus und Ichniotherium, von Reptilien wie Dromopus, Erpetopus und Hyloidichnus, von Synapsiden wie Dimetropus und von anderen unbestimmbaren Landwirbeltieren (Tetrapoden). Auch mikrobielle Anzeichen sind vorhanden.
Körperfossilien von Invertebraten sind ungewöhnlich und schlecht präserviert wegen der ungünstigen Korngrößenverteilung und den kontinental-ariden Ablagerungsbedingungen. Von Bedeutung sind Insektenfunde, da sie die einzigen vorquartären Taxa im Grand-Canyon-Nationalpark darstellen. Darunter Insektenflügel der Taxa Tupus gilmorei, Tupus permianus  und Tupus whitei. Hierbei handelt es sich um Meganeuridae – Angehörige einer jetzt ausgestorbenen Klade von Libellenartigen (Odonata). Diese Funde ermöglichen die Datierung des Hermit Shales ins Unterperm. Weitere Insekten sind der leider verlorengegangene Flügelrest eines weiteren Odonaten und der Vorderflügel einer unbestimmten Küchenschabe (Blattidae). Der Eurypteridenfund Hastimima hat nur bedingtes Interesse, da es leider nur um einen Abdruck handelt. Ihm mangelt an ausreichendem Detail, um ihn für neuere stammesgeschichtliche Untersuchungen an Eurypteriden nutzen zu können.

## Alter
Als Alter des Hermit Shale wird gewöhnlich 275 bis 270 Millionen Jahre angegeben. Dies entspricht dem frühen Leonardium bzw. dem Kungurium. Es werden aber auch Alter zwischen 292 und 284 Millionen Jahren vertreten – was dem späten Sakmarium und beginnenden Artinskium entspricht.